# 约斯塔·埃里克松
约斯塔·埃里克松（瑞典語：Gösta Eriksson，1931年1月26日—2024年8月21日），瑞典男子赛艇运动员。他曾代表瑞典参加1956年和1960年夏季奥林匹克运动会赛艇比赛，其中1956年奥运会获得一枚银牌。